# Wladimir Ledóchowski

Wladimir Ledochowski

Wladimir Graf Ledóchowski SJ (* 7. Oktober 1866 in Loosdorf bei St. Pölten; † 13. Dezember 1942 in Rom) war ein polnischer Adliger und der 26. Generalobere der Societas Jesu.

## Leben
Wladimir Ledóchowski stammte aus einem alten polnischen sowie österreichischen Adelsgeschlecht. Er war eines von neun Kindern des Grafen Antoni Halka Ledóchowski und der Schweizer Gräfin Joséphine geb. Salis-Zizers. Er wurde in einem von seinem Vater erbauten Herrenhaus in Loosdorf bei St. Pölten in Niederösterreich geboren. Er war der Bruder der seligen Ordensgründerin Gräfin Maria Teresia Ledóchowska und der heiligen Ordensgründerin Gräfin Ursula Ledóchowska und ein Neffe zweiten Grades des Kardinals Mieczyslaw Halka Ledóchowski.
In den Jahren 1877 bis 1884 war Ledóchowski Schüler am Theresianum in Wien und arbeitete gleichzeitig als Page am kaiserlichen Hof. Nach dem Erhalt der Matura (Abitur) studierte er 1884/1885 Jura, ebenfalls in Wien. Im selben Jahr noch wechselte er auf das Priesterseminar nach Tarnów. Zwischen 1886 und 1889  studierte Ledóchowski Philosophie am Collegium Germanicum et Hungaricum in Rom und an der Päpstlichen Universität Gregoriana Katholische Theologie. Sein Studium schloss er mit einer Promotion zum Dr. phil. ab. 1889 trat er in den Jesuitenorden ein und machte das Noviziat in Stara Wieś (Brzozów). 1894 empfing er das Sakrament der Priesterweihe. 1900 wurde er zum Rektor des Jesuitenkollegs in Krakau berufen. 1901 avancierte er zum Vizeprovinzial der galizischen Provinzen, im Folgejahr wurde er zum Provinzial dieser Gebiete befördert. Dieses Amt hatte er bis 1906 inne. Am 8. September 1906 berief ihn der neu gewählte General des Ordens Franz Xaver Wernz zum Ordenssekretär ins Mutterhaus des Ordens nach Rom.
Als am 19. August 1914 Wernz starb, wählte die Generalkongregation des Ordens Ledóchowski zum 26. General des Ordens. Er trat sein Amt 1915 an. Durch den Kriegseintritt Italiens 1915 bedingt, lagerte er die Verwaltung des Ordens kurzerhand nach Zizers bei Chur in der Schweiz aus. Nachdem der Vatikan 1917 ein überarbeitetes Kirchenrecht veröffentlicht hatte, ließ Ledóchowski 1923 das Eigenrecht des Jesuitenordens daran angleichen. 1938 bestimmte er Pater Maurice Schurmans zum Generalvikar. Im Alter von 76 Jahren starb Graf Wladimir Ledóchowski am 13. Dezember 1942 in Rom. Sein Nachfolger wurde Jean Baptiste Janssens.

## Zeit des Nationalsozialismus
David Kertzers Buch Der erste Stellvertreter – Papst Pius XI. und der geheime Pakt mit dem Faschismus beschreibt starke antisemitische und profaschistische  Tendenzen Ledóchowskis. Er schreibt, dass Ledóchowski im Vatikan Antisemitismus verbreitet habe und den Vatikan mit den rassistischen und expansionistischen Ambitionen von Deutschland und Italien ausrichten habe wollen.
Kertzer beschreibt, dass es Beweise gebe, dass Ledóchowski 1937/38 persönlich interveniert habe, um eine Enzyklika gegen Rassismus, die vom amerikanischen Jesuiten John La Farge  vorbereitet wurde, zu verwässern. Interviews mit Zeitzeugen und in den 60er und 70er Jahren entdeckte Entwürfe des Dokuments scheinen zu bestätigen, dass Ledóchowski nur widerwillig Publikationen, die das nationalsozialistische Regime in Deutschland kritisierten, herausgab.
Kertzer schreibt: „Ledóchowski sah die Juden als Feinde der Kirche und der europäischen Zivilisation und er würde alles tun, was er konnte um den Papst davon abzuhalten, die antisemitische Welle, die über Europa schwappte, abzubremsen.“